# Cyrtandra membranacea
Cyrtandra membranacea är en tvåhjärtbladig växtart som beskrevs av Ridley. Cyrtandra membranacea ingår i släktet Cyrtandra och familjen Gesneriaceae. Inga underarter finns listade i Catalogue of Life.